# Noc (píseň)
Noc (rusky Ночь, také známá jako rusky Неоконченное) je píseň ruského písničkáře Nikolaje Noskova, která byla napsána ve verších básníka Vladimíra Majakovského.

## Historie
Po neúspěchu prvního a posledního alba «UFO», vytvořeného na konci roku 1982 skupinou «Moskva», David Tuchmanov formálně pokračoval ve vedení skupiny, ale nezajímal se o organizaci koncertů a nepřinášel nové texty písní. Do začátku roku 1984 Tuchmanov, unavený přetrvávajícím zákazem skupiny a potřebou jeho překonání, zcela odložil ve skutečnosti již pomíjející funkce producenta a ředitele skupiny, která se tak oficiálně rozpadla. Klíčovému hudebníkovi, sólistovi «Moskvy» Nikolaji Noskovi, pod kterým Tuchmanov napsal téměř všechny písně skupiny a který v té době již začal pracovat ve skupině «Zpívající srdce», navrhl zahájit sólovou kariéru, a za tímto účelem napsal první píseň «Noc» - přičemž čerpal z fragmentů nedokončené a nepojmenované básně zesnulého Vladimíra Majakovského 1930 (práce na ní byla započata v roce 1928).
V roce 1984 byla píseň nahrána v tuchmanovského studiu a vysílána v televizním pořadu «Hudební kiosek». Přenos viděl jeden z největších sovětských vůdců oficiálně uznáného divadla - loutkář Sergej Obrazcov, který napsal devastující článek na skladbu v novinách «Sovětská kultura». V závěru svého článku Obrazcov napsal: «Doufám, že tato píseň již více nebude znít», později byla «Noc» zcela zakázána. Tuchmanov, po téměř třiceti letech, si toho byl vědom: «V novinách byl vzkaz, ve kterém bylo napsáno, jak to může být - ale vzít tyto svaté verše a sestavit z nich popovou píseň»? Před Noskovem, který v této otázce nikdy nebyl kontaktován, dostihly dozvuky tohoto zákazu: «Tuchmanov řekl, že úřady nemají rádi můj tón hlasu». V případě Nikolaje Noskova se zakázaná píseň stala kultovní; zakázána byla nejen píseň, ale také sám:
| „ | Zdálo se mi, že je možné, pokud skladatel jako Tuchmanov skládá píseň na majakovského poezii, že to upozorňuje sovětské cenzory. Ale mýlil jsem se, píseň se stala zakázanou, stejně jako ti, kteří ji hráli… | “ |

Během přestavby a po zhroucení Sovětského svazu, po zákazu písně byla klesl o sobě, ale Nikolaj Noskov, zaneprázdněný nejprve ve skupině «Gorky Park», a pak svou vlastní písní, jako součást své sólové kariéry, interpretace písně «Noc» byla vzácná. Později, když se píseň vrátila do jeho repertoáru, a v roce 2012, 28 let po objevení písně, Noskov nejprve nahrál na svém sólovém albu «Bezejmenné». V roce 2013, byla «Noc» uvedena Nikolajem Noskovem v televizním programu «Vlastnictví republiky», se věnuje výhradně písni Davida Tuchmanova, včetně jeho jedenácti písní.